# Palos Heights (Illinois)
Palos Heights je grad u američkoj saveznoj državi Ilinois. Prema popisu stanovništva iz 2010. u njemu je živjelo 12.515 stanovnika.